# 派遣切り
派遣切り（はけんぎり）とは、派遣契約労働者（派遣社員）を使用する企業等、派遣先事業所において、派遣元である人材派遣業者との当該派遣労働者の派遣契約を打ち切ること。または、派遣契約の解約に伴い、当該派遣労働者が派遣元人材派遣業者により解雇もしくは雇用契約の更新拒否（雇い止め）に遭うこと。
派遣先企業の業績悪化や経営方針変更その他の要因、廃材派遣等を理由として行われる。
法令上の定義はなく、厚生労働省による定義は前者だが、一般的には、前者と後者を明確に区別して使われておらず、どちらかというと後者を念頭に置いて使われることが多いと思われる。

## 背景
2008年（平成20年）11月から本格的に始まった金融危機（リーマン・ショック）を発端とする世界的不況において、自動車産業や電機メーカーなどを中心とする製造業による大規模な労働者派遣契約の打ち切りとそれに伴う派遣業者による労働者解雇・雇い止めが発生し、マスメディアを通じて一般の注目を集めるようになったことが、「派遣切り」という言葉を広める契機となった。
一般的に、労働者派遣は労働力の需要に柔軟に対応して供給することを目的としたものだという背景もあり、派遣先企業が中途解約可能な派遣契約を結んだり、そうした規定が無くとも気にせず派遣契約の中途解約が行われたりする。一方、人材派遣業者にとって顧客である派遣先企業（製造業等）に対して契約の中途解約で損害賠償請求したり、損害賠償請求できるような派遣契約を結ぶのは実際には躊躇される。こうした結果、派遣契約の中途解約が横行していると考えられる。
このように派遣業という業種が需要変動の大きいことを背景として、派遣労働者にとってはしばしば仕事が無くなり、通常の給与の6割の休業手当（労働基準法第26条により通常の賃金の6割以上が義務付けられている）で我慢することとなったり、さらには失業に至る状況となっている。
雇用契約の期間満了による雇用終了だけでなく、雇用契約の期間満了以前の契約切り（特にパチンコ・パチスロ関連のメーカー）も横行している。当然ながら契約途中で雇用契約を一方的に切ることは、労働者を「解雇」することに他ならない。
不況を理由にするとはいえ、解雇された労働者のその後の生活を鑑みず、ないがしろに扱う手段について、人権問題からの観点や企業のモラルから問題視する声も多い。満了以前の契約切りは「解雇」であり、整理解雇四要素（または四要件）の観点に照らして十分な対応がなされていないと不当解雇にあたり、労働契約法にも抵触するが刑事および行政上の罰則は全くないため、民事で訴えるしかない。派遣業者の立場からは、派遣先の企業の都合により、契約満了以前に打ち切ることが契約条項に入っているので違法性がないというのに対し、労働者側の立場では、構造改革による派遣関係の規制緩和政策により、人材関連業界の拡大が図られたこともあり相対的に弱く、訴訟の出費に比して敗訴する見込みが高く、労働者が泣き寝入りしているのが現状である。
2009年には、製造業においては派遣労働者を直接雇用することを迫られる2009年問題が指摘され、便乗した解雇が行われているとの声もあった。当時、全国におよそ100万人いた製造業の派遣労働者および請負労働者のうち40万人が失業するという試算が製造派遣・請負会社の業界団体から出されたほか、70万～100万人が失業するという試算もあった。

## 連鎖失業防止効果
リーマンショックによる急激な需要減によるや収益悪化に伴う貸倒れなどによる倒産でおこる全社員が失業する事態やそれが関連企業との取引減少でおこる連鎖倒産など利害関係者へのより大規模な被害を最小に防げる調整弁としての効果がある。逆に環境の変化に対応して事業や人員整理、もしくは解雇しない代わりに一時的な給与の削減の説得ができる企業・中小・個人経営が環境適応して生き残れるという指摘がある。経営危機時にはアルバイト・パート・派遣の人件費整理後でも能力のある社員は転職に成功して、残る経営者や役員、社員も倒産による失業から生き残れない場合もある。